# Inimutaba
Inimutaba là một đô thị thuộc bang Minas Gerais, Brasil. Đô thị này có diện tích 529,134 km², dân số năm 2007 là 6420 người, mật độ 11,7 người/km².